# Baloghné Ormos Ilona
Baloghné Ormos Ilona (Budapest, 1942. november 27. – 2019. január 16.) magyar táj- kertépítész, egyetemi docens, a mezőgazdasági tudományok kandidátusa (1993).

## Élete
1966-ban a Kertészeti és Szőlészeti Főiskolán kertészmérnök, 1975-ben a Budapesti Műszaki Egyetemen városépítési-városgazdálkodási szakmérnöki diplomát szerzett. A mezőgazdasági tudományok kandidátusa (1993) volt.
1966–67-ben a Bécsi Városi Kertészeti Vállalatnál gyakornok, 1967–68-ban a Fővárosi Kertészeti Vállalatnál kivitelező kertépítész volt. 1969 és 1993 között a Kertészet Egyetemen dolgozott tudományos munkatársként, majd egyetemi adjunktusként. 1994 és 2007 között a Budapesti Corvinus Egyetemen volt egyetemi docens.1994 és 1999 között a Tájépítészeti -védelmi és -fejlesztési Kar dékánja. Nevéhez fűződik 2002 és 2004 között OTKA támogatással a Kerttörténeti Archivum létrehozása és az Ormos Imre Alapítvány létesítése. Az ICOMOS magyar nemzeti bizottsága kerttörténeti szakbizottságának több cikluson át elnöke volt
Szakterülete a kertművészet-történet volt. Fő kutatási témái: a műemlékvédelem kertépítészeti feladatai - a világörökség gondozása, a hitelesség a kertépítészetben - történeti kertek rekonstrukciója és a kertépítészet-történeti archívum kialakítása voltak.

## Díjai
- Magyar Műemlékvédelemért Díj (1998)
- Ormos Imre Érem (2007)
- a Magyar Köztársasági Érdemrend tisztikeresztje (2007)
- Möller István-emlékérem (2009) https://www.icomos.hu/index.php/hu/elismeresek/moller-istvan-emlekerem